# Léon Lehmann
Pour les articles homonymes, voir Lehmann.
Léon Lehmann, né le 11 janvier 1873 à Altkirch (Haut-Rhin) et mort le 5 novembre 1953 dans la même ville, est un peintre français.

## Biographie
Originaire du Sundgau comme le peintre et académicien Jean-Jacques Henner qui le recommande auprès de l'École nationale supérieure des beaux-arts de Paris, Léon Lehmann entre en 1892 dans l'atelier de Gustave Moreau. Il y côtoie Henri Matisse, Albert Marquet, Albert Huyot, Henri Manguin, Raoul de Mathan et Georges Rouault dont il deviendra le grand ami. L'enseignement très exigeant de Moreau, qui les pousse à copier les maîtres au musée du Louvre mais respecte aussi la sensibilité propre de chaque élève, amène Léon Lehmann à se passionner pour les sujets militaires qu'il traduit dans des dessins et des toiles qui sont remarqués et salués : il obtient une première mention et le deuxième prix de l'école au concours d'atelier, ainsi que l'exposition de sa Reconnaissance de cavalerie au Salon des artistes français de 1894.
Revenu épuisé de son service militaire en 1895, il tente de reprendre laborieusement ses recherches artistiques et s'isole en 1900 à l'abbaye Notre-Dame d'Acey près de Besançon où il peint quelques paysages et natures mortes. De passage à Paris, il croise Rouault qui le pousse à y revenir et l'héberge dans sa famille pendant près de 14 ans. Léon Lehmann découvre alors le renouveau pictural français en cours (pointillisme, fauvisme, cubisme, expressionnisme…) qu'il exprime dans certaines de ses toiles, mais sans jamais y céder vraiment. Il attire l'attention des galeries parisiennes Berthe Weill puis Druet qui l'exposent aux côtés d'artistes déjà prometteurs (Henri Matisse, Raoul Dufy, Kees van Dongen, Albert Marquet, Rouault, Jean Puy, Henri Manguin …). 
La Première Guerre mondiale le stoppe brutalement dans son élan artistique. Il revient gravement malade du front et ce n'est qu'après son mariage en 1921 qu'il retrouve toute la force et l'inspiration nécessaires pour se remettre pleinement au travail. Il s'installe alors avenue de la Motte-Picquet et renoue avec la galerie Druet qui l'expose à nouveau aux côtés de Albert Marquet, Jean Puy, Henri Manguin, Charles Camoin, Othon Friesz… puis avec la galerie Eugène Blot qui l'expose régulièrement à partir de 1928. Son tempérament s'affirme alors pleinement, dans une voie très personnelle, intime, d'inspiration souvent mystique, au lyrisme bouillonnant. Le Salon d'automne le met à l'honneur en 1936, en consacrant une salle entière à ses œuvres et une préface du catalogue par Louis Vauxcelles. 
Parfois sombre dans les années 1920, sa palette s'illumine de plus en plus au fil du temps. Conservant une grande diversité de technique (brosse ou couteau, pâte lisse ou grumeleuse), il excelle dans les combinaisons de lumière jouant souvent sur des contre-jours ou des clairs-obscurs, et la juxtaposition de tons rares « entrant les uns dans les autres comme des soies ». Certains, lui trouvent une parenté avec Pierre Bonnard et Édouard Vuillard. Il se plaît à peindre quelques portraits, mais se consacre surtout à des paysages, des scènes d'intérieur et des natures mortes qu'il réalise à Paris, dans sa résidence d'été à Ferrette, dans ses lieux de vacances à Porquerolles, Douy en Sologne ou Noirmoutiers, et à la fin de sa vie à Altkirch où il est revenu habiter en 1946. À partir de 1947, Katia Granoff l'expose dans sa galerie parisienne de la place Beauvau et lui reste fidèle jusqu'à sa mort.
Vers la fin de sa vie, la lumière envahit ses toiles, les lignes s'étirent de plus en plus, les formes se disloquent. Dans des transparences givrées, il suggère plus le réel qu'il ne le décrit, poussant la composition aux limites de l'abstraction. Sa dernière grande œuvre est l'ensemble des sept grandes toiles de la chapelle des Voirons (Haute-Savoie) qu'il achevait quand il mourut le 2 novembre 1953. Ces tableaux sont aujourd'hui conservés au musée du Vatican où ils furent exposés pendant plusieurs décennies, jusqu'en 2003. 
Ses tableaux et dessins sont présents dans de nombreux musées en France (Altkirch, Belfort, Besançon, Colmar, Grenoble, Mulhouse, Paris, Poitiers, Strasbourg, Troyes…), mais aussi en Europe et outre-Atlantique (Belgique, Cardiff-Pays de Galles, Vatican, Moscou, Suisse, États-Unis…).

## Réception critique
- Louis Vauxcelles (critique d'art, 1931)[7] : « C’est tout bonnement un des peintres français contemporains dont le nom restera. L’homme est exquis de discrétion, de modestie, de douceur, et son art, tout en tendresse profonde et réticence, le reflète. Si le sentiment est, dans les toiles de Lehmann, d’une délicatesse raffinée,  l’exécution est d’une liberté, d’un emportement fougueux ; ce timide évoque Monticelli par la truculence de la pratique, la cuisine des pâtes savamment malaxées – pétales écrasés, gemmes en fusion – par la chaleur des accords... Il y a en effet du mystère en ces toiles de fleurs, de sous-bois, d’intérieurs… La densité, le volume, le relief des objets y apparaissent d’une vérité souveraine ; des harmonies adorables de roses apâlis, d’ors éteints, de rouges vineux, de safran ; certains accords aussi irisés, aussi veloutés que chez Bonnard. »
- Georges Rouault (lettre à sa fille Isabelle, filleule de Léon Lehmann)[8] : « Ce bougre-là est extraordinaire nous en recauserons… Je voudrais le féliciter de sa finesse et de sa subtilité, d’ailleurs cela je le savais déjà, mais enfin je t’ai donné un bon parrain et je m’en suis donné un aussi. »
- Katia Granoff (dans Histoire d'une galerie)[9] : « Demeurisse et moi nous rencontrâmes dans mainte admiration commune, et, entre autres, pour Léon Lehmann… Rien de figé dans cette peinture vibrante de sensibilité et de somptueuse poésie. Partout répandues, les gemmes précieuses resplendissent dans le clair-obscur. »
- Marie-Luce Cornillot (conservateur des musées de Besançon, dans Comtois [10] : « D’une sensibilité exquise et confidentielle comme celle de Chardin, profonde et mystique comme celle de Rembrandt, Lehmann mêle à son imagination et à sa vision de poète, une réalité qui, de l’expressionnisme de sa jeunesse évolue vers la transcendance suggestive et presque abstraite de ses dernières années. On le compare à Vuillard, à Bonnard, mais il s’impose en tant que Léon Lehmann, par son charme pénétrant, envoutant, sans cependant user d’artifices, par sa seule nature mystiquement candide. C’est cette profonde honnêteté, son désintéressement humble et paisible, alliés à un métier des plus sûrs au service d’une sensibilité rare, qui confèrent à Lehmann son incontestable talent. »
- Georges Besson (Les Lettres Françaises) [11] : « Isolé, imperméable à ce que certains de ses amis d’école apportaient de violences formelles et d’hystérie chromatique, il peignit à contre-courant de son époque, plus soucieux des accords sensibles de « tons entrants les uns dans les autres comme des soies », que de dissonances....Il y a une indéniable magie dans toute transposition de la nature par Lehmann. C’est par ses allusions plus harmoniques que formelles qu’il parvient à exprimer la beauté intime et l’essence des choses… Qu’il s’agisse des intérieurs à la fois crépusculaires et diaprés dans lesquels sourd le luisant d’un meuble ou la somptuosité d’un bouquet, ou qu’il s’agisse de la « mouvante harmonie » d’un paysage évoqué par les accords sensibles des « tons entrants les uns dans les autres, comme des soies. »
- Louis Vauxcelles (Salon d'Automne 1936) [12] : « Qui est Lehmann ? Cette question fera sourire ceux qui ont suivi sans snobisme, mais avec clairvoyance, le mouvement contemporain, car ils connaissent bien ce beau coloriste, aux accords rares, vigoureux et délicats, à la matière si veloutée, ce portraitiste expressif (son effigie de Rouault profonde, révélatrice), cet intimiste qui sait, avec autant de tendresse que Vuillard, mais avec une chaleureuse intensité, faire vivre une Couseuse sous la lampe de la salle à manger, dans une lumière discrètement tamisée, ce peintre savoureux de bouquets de fleurs des champs, ce narrateur véridique des sites de son Alsace natale… »
- J.P. Crespelle (France Soir) [13] : « Il y avait dans ce peintre quelque chose qui rappelle Debussy et Fauré. »
- Marc Semenoff [14] : « Où qu’il nous transporte, quelle que soit la tranche de vie qu’il nous présente, c’est toujours avec l’intimité de son âme multiple que nous prenons contact, elle seule parle et s’impose, dans son lyrisme et sa sévérité architecturale. »
- Jean Puy [15] : « Son tempérament, ses aspirations poétiques et mystiques le poussent à un lyrisme bouillonnant aux effusions enthousiastes. Mais les réalisations rapides, les hasards heureux du premier jet le satisfont rarement. La plupart de ses toiles reprises au long de très nombreuses séances, sont le fruit plus charnu et plus dense que brillant d’une patience infinie et d’un amour jamais lassé. »

## Œuvres dans les collections publiques

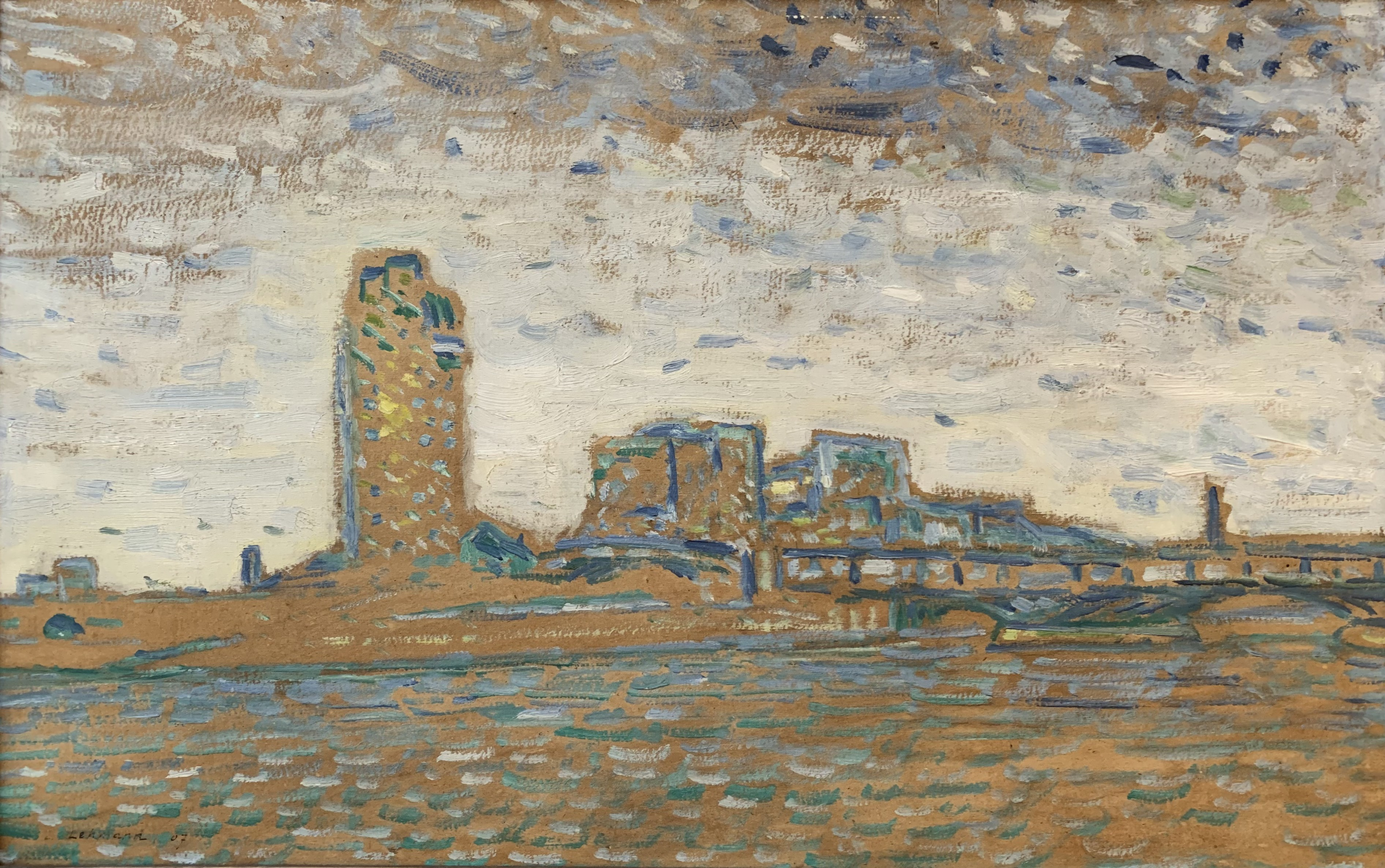
Paysage de banlieue, Léon Lehmann, 1907, musée de Grenoble

Des œuvres de Léon Lehmann sont répertoriées en Belgique, aux États-Unis et en Suisse. 
France
- Altkirch, musée sundgauvien : 21 œuvres.
- Bagnols-sur-Cèze, musée Albert-André : deux œuvres, don Georges Besson.
- Belfort, musée des beaux-arts : 11 œuvres.
- Besançon, musée d’Art et d’Archéologie : trois œuvres, don Georges Besson.
- Colmar, musée Unterlinden : huit œuvres.
- Épinal, musée départemental d'art ancien et contemporain : deux œuvres, don René Demeurisse.
- Ferrette, mairie : une œuvre.
- Grenoble, musée de Grenoble : trois œuvres, legs Marcel Sembat et don Jacqueline Marval.
- Mulhouse, musée des beaux-arts : 31 œuvres, legs Léon Lehmann.
- Paris :
  - musée national d'Art moderne : trois œuvres.
  - musée d’Art Moderne de la ville de Paris ; une œuvre.
- Poitiers, musée Sainte-Croix : huit œuvres, don André Brisson.
- Roanne, musée des Beaux-Arts et d'Archéologie
  - La lampe, huile sur toile, 1905
- Soissons, musée municipal : deux œuvres, legs René Demeurisse.
- Strasbourg, musée d’Art moderne et contemporain : deux œuvres.
- Troyes, musée d’Art moderne : trois œuvres, don Pierre Lévy.

Royaume-Uni
- Cardiff, musée national : une œuvre, ancienne collection G. et Margaret Davies.

Russie
- Moscou, musée Pouchkine : une œuvre, ancienne collection Sergueï Chtchoukine.

Vatican
- Musées du Vatican, collection d'Art religieux moderne : sept œuvres, décorations provenant de la chapelle des Voirons.

## Salons
- 1894 : Salon des Champs-Élysées (Paris), Éclaireurs d’avant-garde.
- 1894 :Salon des artistes français (Paris), Reconnaissance de cavalerie.
- 1902 :Salon des indépendants (Paris), une dizaine de toiles avec Henri Matisse, Henri Manguin, Albert Marquet, Maurice Denis, Jean-Louis Forain.
- 1906 à 1908 : Salon d’automne (Paris), 20 peintures (sept paysages, deux natures mortes).
- 1909 à 1913 : Salon d’automne (Paris), Lehmann expose 16 peintures en tant que sociétaire (dix paysages, six natures mortes).
- 1927 à 1935 : Salon d’automne (Paris), 20 peintures (dix paysages, neuf natures mortes, une figure).
- 1936 : Salon d’automne (Paris), 33 peintures garnissent une salle entière (14 paysages, cinq natures mortes, 14 figures).
- 1937 et 1938 : Salon d’automne (Paris), quatre peintures (deux paysages, deux natures mortes).
- 1941-49-50 : Salon d’automne (Paris), une peinture chaque année.
- 1953 : cinquantenaire du Salon d’automne (Paris), deux natures mortes.
- 1954 : Salon d’automne (Paris), rétrospective Léon Lehmann avec 56 peintures (17 paysages, 18 natures mortes, 21 figures).

## Expositions

### Musées
- 1939 : exposition du Progrès Social à Lille.
- 1948 : musée des beaux-arts de Mulhouse, avec Charles Walch, 37 peintures.
- 1954 : musée des beaux-arts de Mulhouse, inauguration d’une salle permanente « Léon Lehmann » et de la décoration de la chapelle des Voirons, 39 peintures.
- 1957 : musée d'art contemporain et d'art régional d'Annecy, 52 peintures.
- 1957 : musée de Belfort, 51 peintures.
- 1950 et 1960 : L’Art au Village, Saint-Jeoire, 100 peintures et dessins.
- 1958 : musée des beaux-arts et d'archéologie de Besançon, rétrospective Léon Lehmann avec 89 peintures, 193 aquarelles, dessins et lithographies.
- 1962 : musée Cantini, Marseille, avec les élèves de Gustave Moreau, trois peintures.
- 1965 : musée Unterlinden, Colmar, 15 peintures et pastels (esquisses pour la décoration de la chapelle des Voirons).
- 1985 : rétrospective Léon Lehmann, rencontres musicales et culturelles (Saint-Léonard, Ungersheim et Paris), 50 peintures et une centaine de dessins.
- 1988 : musée d’Altkirch, exposition de 21 peintures de Léon Lehmann accompagnant la pose d’une plaque commémorative sur la maison natale du peintre.
- 1993 : musée d’Altkirch, exposition de peintures et dessins de Lehmann accompagnant la sortie du catalogue général de son œuvre réalisé par son neveu Pierre Gevin.
- 2003 : musée d’Altkirch, rétrospective Léon Lehmann à l’occasion du cinquantenaire de sa mort. Une centaine de peintures exposées.
- 2003 : musée des beaux-arts de Mulhouse, exposition de peintures de Léon Lehmann pour le cinquantenaire de sa mort.
- 2011 : musée des beaux-arts de Mulhouse| exposition sur l’art de Haute-Alsace d’Après-Guerre, cinq peintures de Léon Lehmann, aux côtés de Charles Walch et Robert Breitwieser, entre autres.
- 2024-2025 : château de la Neuenbourg - CIAP de la Région de Guebwiller, Chez soi : être et paraître. Représentation des intérieurs bourgeois et ruraux en Haute-Alsace aux XIXe et XXe siècles. 6 peintures de Léon Lehmann exposées, un espace consacré.

### Galeries
- 1906-08-09-14 : galerie Berthe Weill (Paris) avec Henri Lebasque, Henri Manguin, Albert Marquet, Raoul de Mathan, Henri Matisse, Jean Puy, Georges Rouault, Kees van Dongen…
- 1911 à 1937 : Galerie Druet (Paris) - Expositions annuelles du « troisième groupe » avec Camoin, Othon Friesz, Lacoste, Laprade, Manguin, Marquet, de Mathan, Jean Puy…
- 1920 : galerie La Licorne (Paris), rétrospective d’Avant-Guerre, à l’instigation de Georges Rouault.
- 1926 : galerie Georges Petit, Gustave Moreau et quelques-uns de ses élèves.
- 1926 à 1934 (?) : galeries Marseille et de la Cité (Paris).
- 1928 à 1949 : galerie Eugène Blot, puis Jacques Blot (Paris).
- 1934 : galerie Vendôme (Paris) avec les élèves de Gustave Moreau : Camoin, Manguin, Marquet, Matisse, Rouault.
- 1947 à 1968 : galerie Katia Granoff (Paris).
- 1955 : galerie Bernheim-Jeune (Paris), 50 peintures et 50 dessins.
- 1956 : galerie Beyeler (Bâle), 57 peintures.
- 1960 : Galerie Bernard Lorenceau (Paris).
- 1961 : galerie Durand-Ruel (Paris) avec Asselin, Dufrénoy et Georges Bouche.

### Émission radiodiffusée
- France Culture, Mémoires du Siècle, entretien avec Pierre Lévy, 1990[réf. incomplète].